# Lichtbogenspritzen

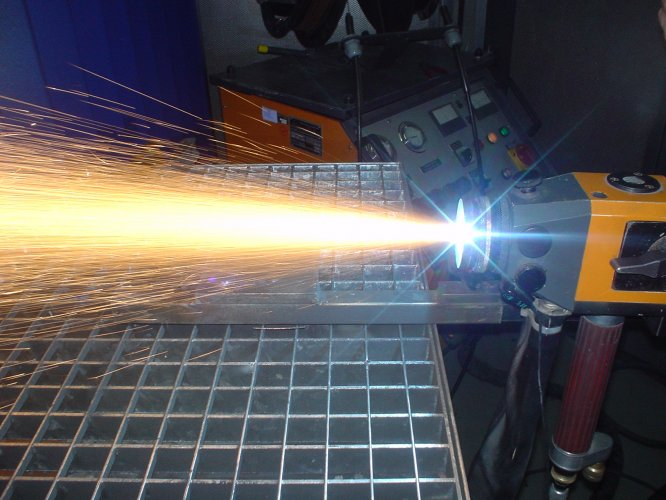
Lichtbogendrahtspritzen

Das  Lichtbogenspritzen (auch LDS – Lichtbogendrahtspritzen oder Drahtlichtbogenspritzen genannt) ist ein leistungsstarkes Drahtspritzverfahren zur Herstellung von Beschichtungen, bei dem elektrisch leitende Werkstoffe verspritzt werden.
Dabei wird zwischen zwei drahtförmigen Spritzwerkstoffen gleicher oder unterschiedlicher Art ein Lichtbogen gezündet. Die Drahtspitzen werden bei einer Temperatur von rund 4000 °C abgeschmolzen und mittels Zerstäubergas auf die präparierte Werkstückoberfläche geblasen.  Bei der Verwendung von Stickstoff oder Argon statt Luft als Zerstäubergas wird eine Oxidation der Materialien reduziert. Typische Schichtdicken liegen im Bereich 0,2–20 mm. Als Werkstoff lässt sich praktisch jeder elektrisch leitende, drahtförmige Werkstoff verwenden. Durch Verwendung von Hohldrähten (Röhrchendrähte) mit carbidischen oder keramischen Füllungen ist es möglich, Hartstoffschichten herzustellen. Einsatzgebiete des Lichtbogenspritzens sind unter anderem: Korrosionsschutz, Verschleißschutz, Gleitlager, Reparatur fehlbearbeiteter Maschinenteile etc. Das Verfahren zeichnet sich durch sehr hohe Auftragsraten aus, jedoch führen die geringen Partikelgeschwindigkeiten zu leicht porösen Schichten.

## Verwandte Verfahren
- Flammspritzen,
- Hochgeschwindigkeitsflammspritzen (HVOF-Spritzen, abgeleitet von High-Velocity-Oxygen-Fuel)
- Laserspritzen,
- Detonationsspritzen,
- Kaltgasspritzen,
- Plasma-Pulver-Auftragschweißen,
- Plasmaspritzen,
- PTWA-Spritzen.